# Thoetmosis II
Thoetmosis II of Thoetmozes II was de vierde koning uit de 18e dynastie van het Nieuwe Rijk uit de Egyptische oudheid. Zijn bekende naam Thoetmosis betekent: "Geboren uit Thoth". Zijn tweede naam die de koning frequent gebruikte Aacheperenre: "groot is de vorm van Re".
Hij was jonger dan 30 jaar toen hij stierf. Zijn lichaam werd zeer waarschijnlijk gevonden in het Deir el-Bahari-verzamelgraf boven de dodentempel van Hatsjepsoet. In 2025 werd bevestigd het graf dat in 2022 werd gevonden in de Westelijke Wadi's bij de Vallei der Koninginnen het graf van Thoetmosis II was. Het was gebouwd onder watervallen, wat leidde tot periodieke overstromingen die het graf door de eeuwen heen beschadigden. Zijn gemummificeerde lichaam werd in de oudheid verplaatst en de uiteindelijke locatie wordt betwist.

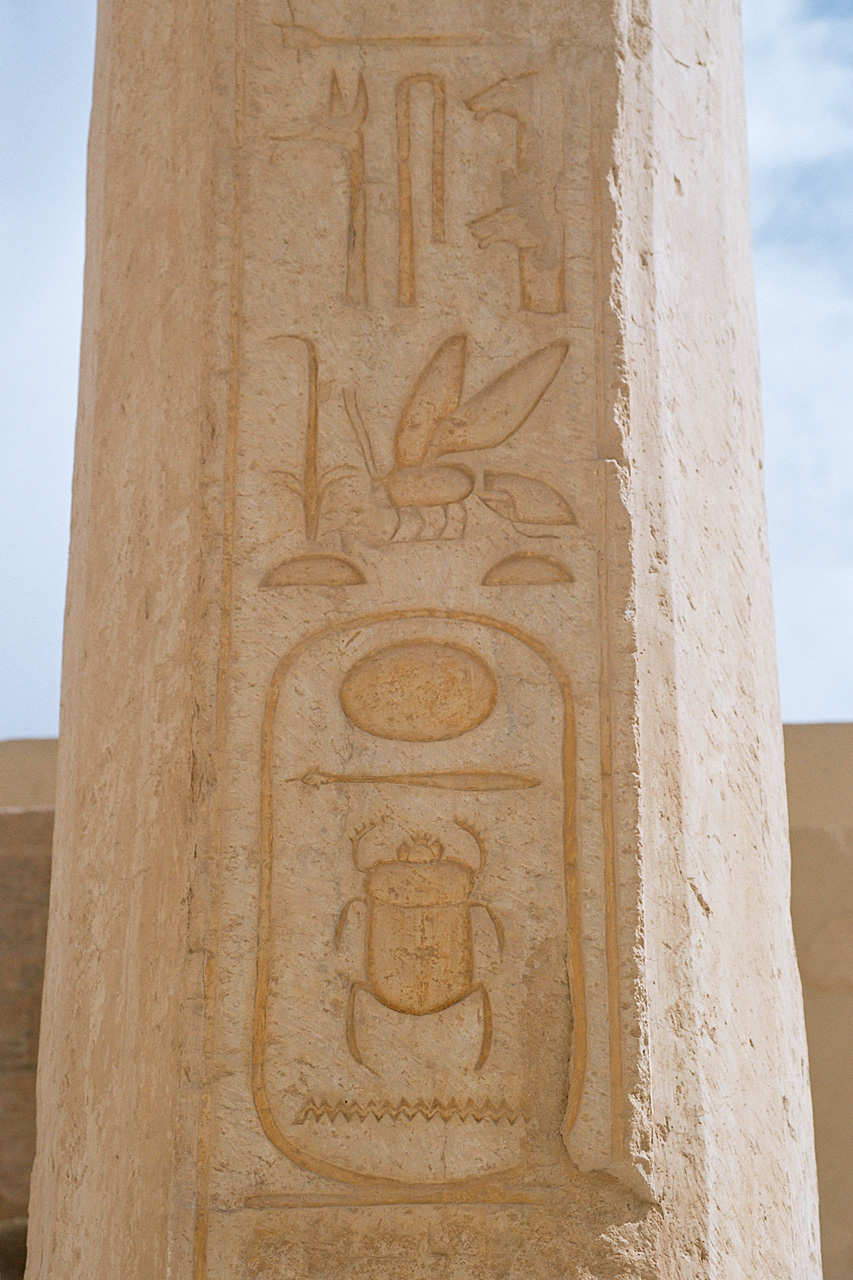
Cartouche van Thoetmosis II op obelisk
Tempel van Hatsjepsoet, Luxor

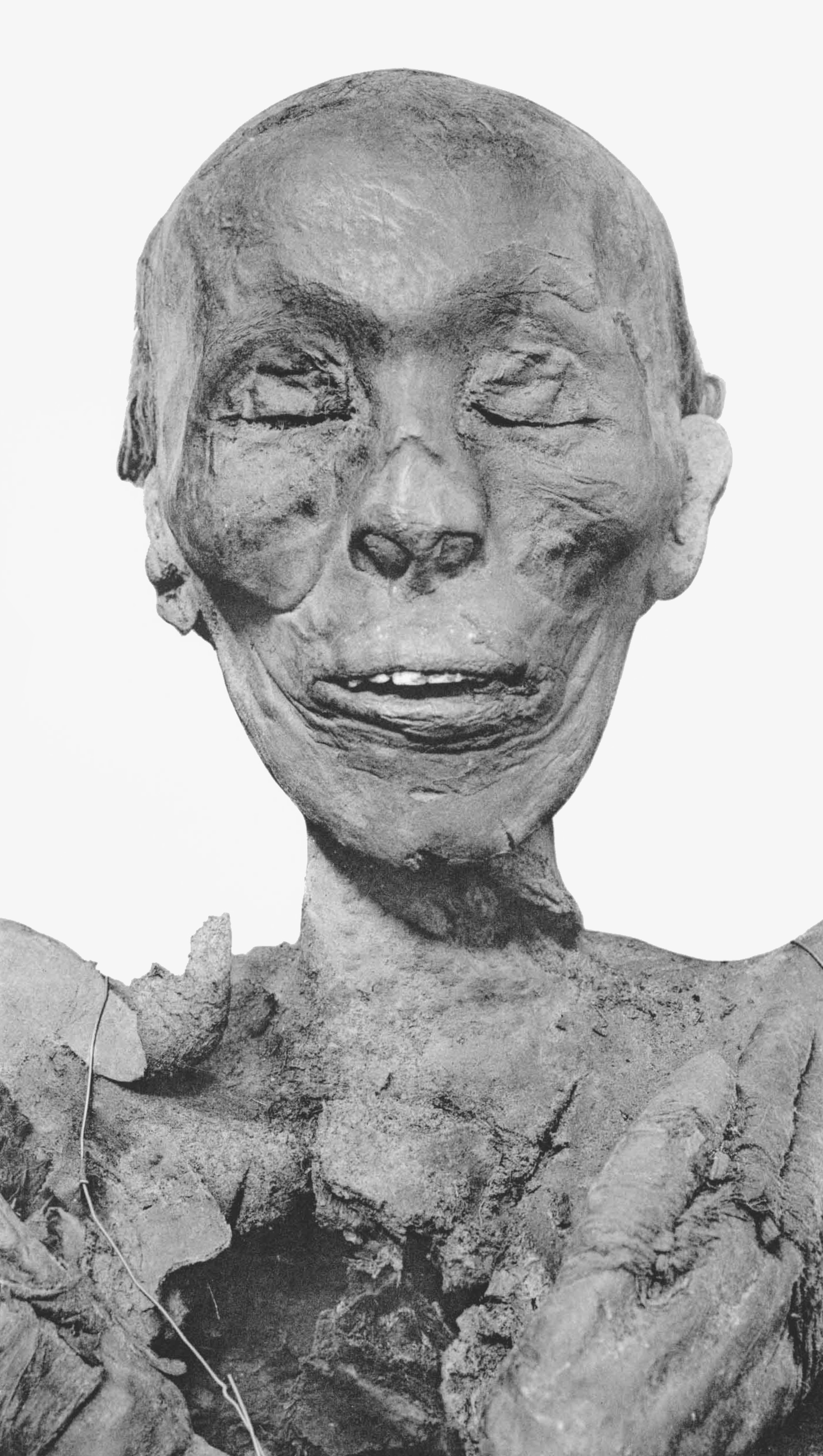
Mummie van Thoetmosis II

## Biografie
Thoetmosis II was de zoon van Thoetmosis I en Moetnofret, een bijvrouw. Hij was daardoor in rang minder koninklijk dan zijn halfzus Hatsjepsoet, met wie hij trouwde. Thoetmosis II werd farao nadat zijn vader stierf samen met zijn broers, Amenmose en Wadjmose. Volgens de Duitse aanhangers regeerde Thoetmosis II maar 3/4 jaar, volgens Manetho 18 jaar maar dat is waarschijnlijk overschat. Omdat de farao al zijn militair werk liet doen door generaals, wordt gedacht dat zijn vrouw Hatsjepsoet de werkelijke macht in handen had, vanwege haar rol in verschillende internationale relaties later.
Zoals gezegd was de koning geen militaristische figuur, maar hij ging op expeditie bij twee bedreigingen. Voor de kroning van Thoetmosis II was Koesj een rebellerende macht, het morde toen de koning werd gekroond. De Nubische staat was weliswaar door zijn vader Thoetmosis I bijna vernietigd, toch waren er rebellen van Chenthennefer die opstonden en Egyptische kolonisten opsloten in een fort. De farao stuurde een militaire expeditie om de opstand neer te slaan.
Thoetmosis II heeft daarnaast te maken gehad met invallende troepen Bedoeïnen die de Nijldelta onveilig maakten. Ook hier stuurde hij een generaal op af die met de Bedoeïnen korte metten maakte.

## Bouwactiviteiten
- In Karnak
- Tempels in Nubië
- Graf in de Vallei der Koningen